# Абанто-і-Сьєрвана
Абанто-і-Сьєрвана, Абанто-Сьєрбена (баск. Abanto-Zierbena, ісп. Abanto y Ciérvana, офіційна назва Abanto y Ciérvana-Abanto Zierbena) — муніципалітет в Іспанії, у складі автономної спільноти Країна Басків, у провінції Біская. Населення — 9647 осіб (2009).
Муніципалітет розташований на відстані близько 330 км на північ від Мадрида, 13 км на північний захід від Більбао.
На території муніципалітету розташовані такі населені пункти: (дані про населення за 2009 рік)
- Абанто: 60 осіб
- Ла-Баластера: 69 осіб
- Лас-Калісас: 48 осіб
- Ель-Кампільйо: 31 особа
- Ла-Флорида: 10 осіб
- Гальярта: 5037 осіб
- Пікон: 22 особи
- Санта-Хуліана: 144 особи
- Тріано: 49 осіб
- Лас-Каррерас: 1918 осіб
- Лос-Кастаньйос: 60 осіб
- Лас-Кортес: 7 осіб
- Которріо: 159 осіб
- Мурр'єта: 52 особи
- Пучета: 279 осіб
- Сан-Педро: 44 особи
- Санфуентес: 1658 осіб

## Демографія
Динаміка населення (INE ):

## Галерея зображень

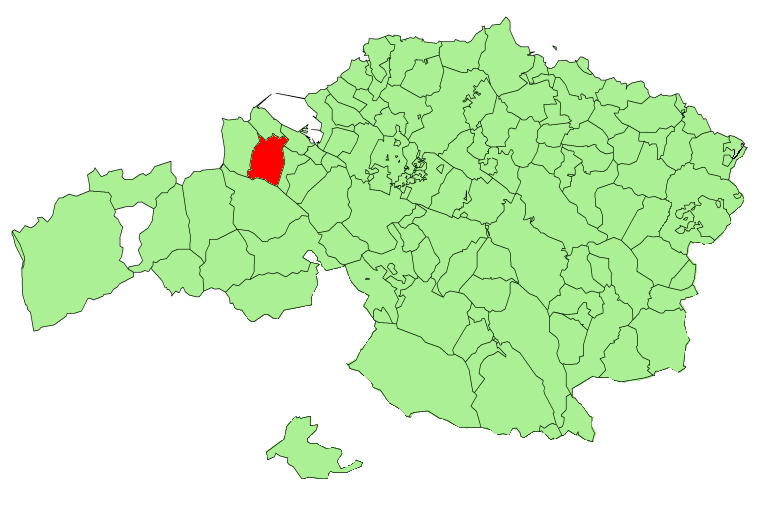
Розташування муніципалітету
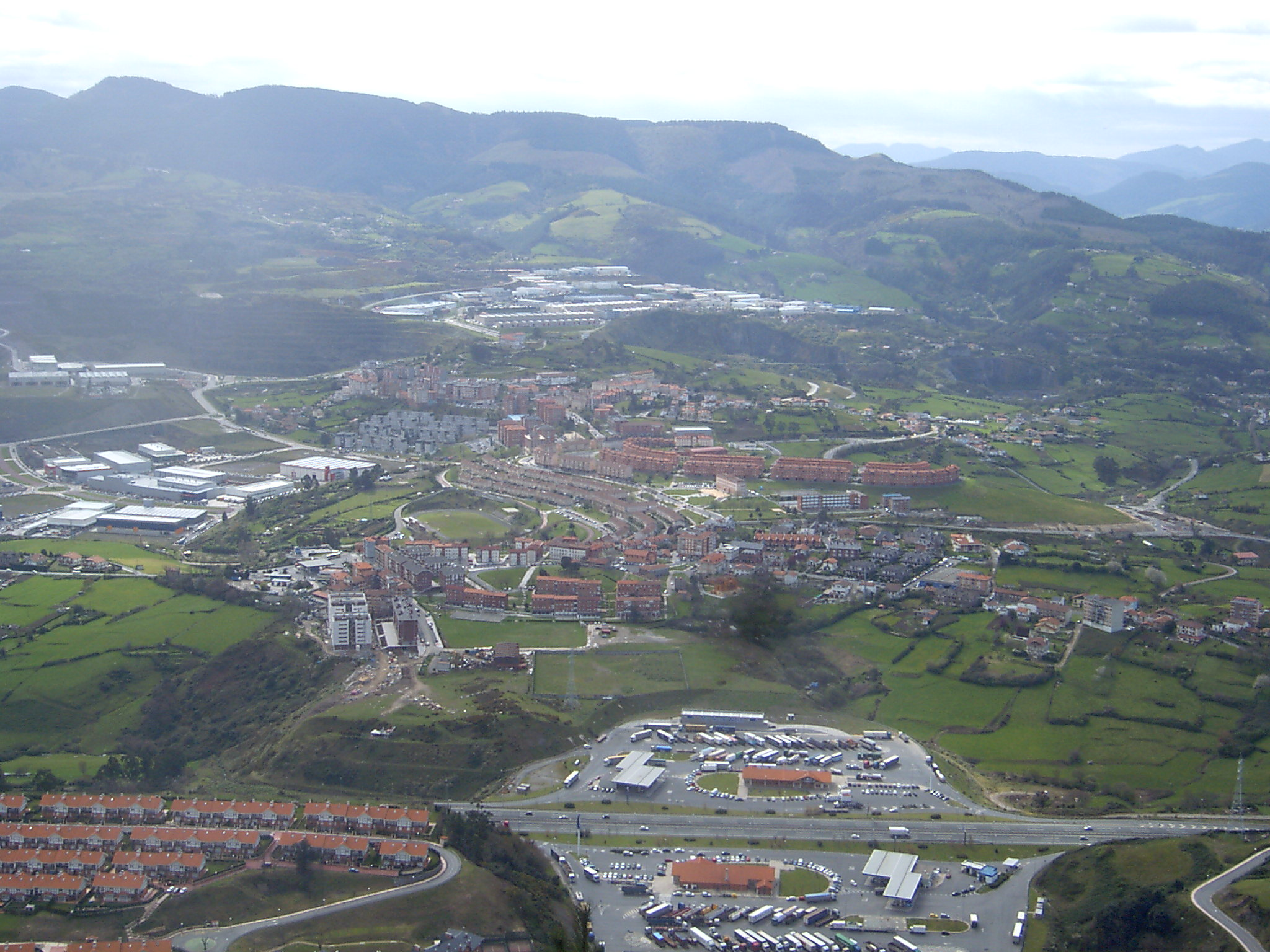
Гальярта
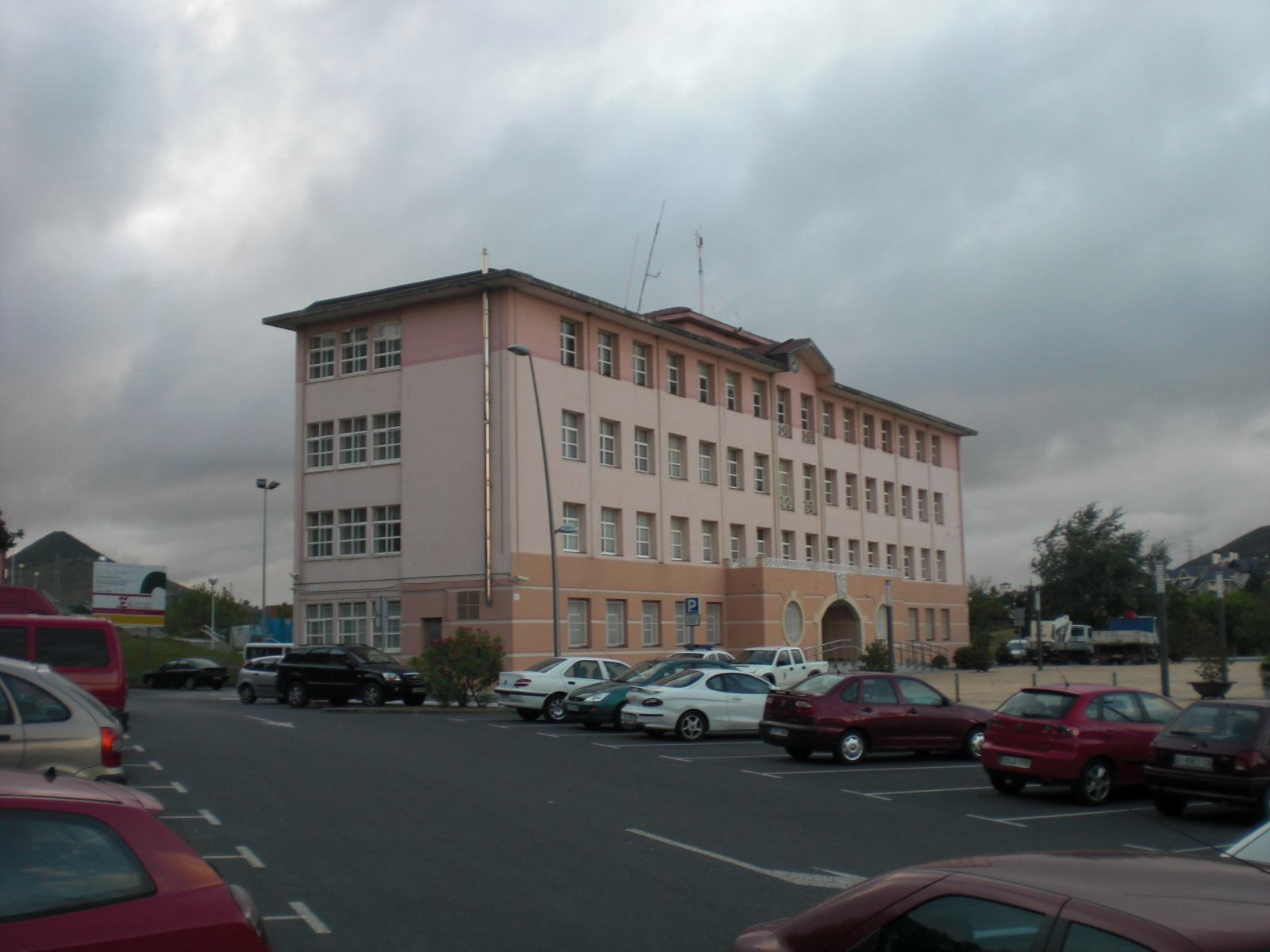
Муніципальна рада, Гальярта